# Лящук, Тимофей Андреевич
Тимофей Андреевич Лящук (укр. Тимофій Андрійович Лящук; род. 24 марта 1930, с. Оболонь Семёновского района, Полтавская область,
Украина) — украинский и советский художник, график и живописец, педагог, профессор (1978), заслуженный деятель искусств УССР (1969).

## Биография
В 1946 году поступил в Киевскую художественную школу им. Т. Шевченко. В 1957 окончил Киевский художественный институт (ныне Национальная академия изобразительного искусства и архитектуры). Ученик В. Kасияна.
В 1964 г. возглавил мастерскую плакатного искусства в КГХИ. До 1994 работал преподавателем художественного института в Киеве. Член Союза художников СССР. Член Национального союза художников Украины.

## Творчество
Работает в области станковой графики, плаката и монументальной живописи.

## Плакаты
- «Я люблю тебя, жизнь» (1961—1962),
- «Украина, будь преславная…» (1967),
- «Можно все в мире выбирать, сын, выбирать нельзя только Родину» (1968),
- «БАМ — артерия строек коммунизма» (1975),
- «Дорогой Октября — к коммунизму» (1978),
- «Kруты-1918» (1988),
- «Украина, воскресни!» (1990),
- «Приятного аппетита!» (1990),
- «Мы придем к победе труда» (1990) и др.

## Серии
- «Слава ВЛКСМ» (два варианта: 1957—1958 и 1967)
- «Берегите мир» (1965),
- «Седневские мотивы» (1969—1983),
- «Болгарский цикл» (1979—1982),
- «Оксана» (1977);

## Живопись
- «Памяти невинноубиенных. Вавилов» (1988),
- «Триумф-33» (1989),
- «Воля» (1991),
- «Тарас Бульба» (1978—1992),
- «Ветеран УПА»(1988—1991).

Работы художника Т. Лящука находятся сейчас в Винницком, Волынском, Полтавском и Запорожском краевеческих музеях, художественных музеях Донецка, Запорожья, Краматорска, Львова, Одессы, Севастополя, Харькова и Черкасс.